# Санджовезе
Санджовезе (итал. Sangiovese, [sandʒoˈveːze]) — наиболее распространённый в Италии сорт чёрного винного (технического) винограда. Его название происходит от латинского «sanguis Jovis» (рус. «кровь Юпитера»).
Самые обширные виноградники санджовезе находятся в центральной Италии (от Романьи до Лацио), в меньших объёмах он возделывается на юге Италии (Кампания, Сицилия). За пределами Италии известен как основной компонент знаменитых вин Брунелло и Кьянти. Также на его основе производят такие вина, как Carmignano, Vino Nobile di Montepulciano, Morellino di Scansano, Sangiovese di Romagna и Tignanello.
«Главной вкусовой особенностью вин из санджовезе является высокая кислотность, которая сглаживается и округляется при выдержке в бочке хорошими танинами». По интенсивности цвета и полнотелости вина из санджовезе, как правило, занимают срединное положение между винами из пино-нуара и шираза. Им свойственны ароматы вишни, земляники, томатов и инжира.

## История
Итальянские ампелографы былых времён считали, что санджовезе использовался в виноделии ещё древними римлянами. Это воззрение исходит главным образом из названия винограда, которое переводится как «кровь Юпитера». Высказывались даже предположения, что этот сорт возделывался в Тоскане ещё предшественниками римлян — этрусками.
Первое письменное упоминание санджовезе зафиксировано в 1590 году в работах Джиованветторио Содерини, также известного под псевдонимом Ciriegiulo. Упоминая этот сорт как Sangiogheto, Содерини отмечает, что из него в Тоскане делают хорошее вино, однако при ошибках технологии оно быстро превращается в уксус. Строго не доказано, что Sangiogheto тождественно санджовезе, однако большинство исследователей истории виноделия полагают, что Содерини пишет именно о санджовезе. В любом случае только в XVIII веке санджовезе широко распространился по Тоскане и стал наряду с мальвазией и треббиано одним из самых популярных сортов в регионе.
В 1738 году Козимо Тринчи описывает вина из санджовезе как идеальные для купажирования, однако жестковатые и несколько кисловатые, если изготавливать их из одного сорта винограда. В 1883 году итальянский писатель Джованни Козимо Виллифранки (ит.) оставляет аналогичный отзыв. В составе вин Кьянти, Брунелло ди Монтальчино и Vino Nobile di Montepulciano виноград санджовезе стал популярен в XIX и начале XX века. При изготовлении тосканских вин его традиционно смешивали с небольшим количеством мальвазии, которая добавляла вину цвет и аромат.
В 1970-х годах тосканские виноделы увлеклись инновациями, введя в технологию баррик и смешивание с неитальянскими сортами вроде каберне-совиньона, получив в результате вина, которые собирательно называются «супертосканские». В начале XXI века даже в классических аппелласьонах мальвазия всё чаще заменяется каберне-совиньоном, а иногда и мерло.

## Родственные сорта и сорта-клоны
Первые ампелографические исследование винограда санджовезе провёл в 1906 году Джироламо Молон. Он выделил несколько «сортов-клонов», которые свёл в две общие группы: крупный санджовезе (Sangiovese Grosso) и мелкий санджовезе (Sangiovese Piccolo). В группу Sangiovese Grosso входят сорта-клоны, растущие в окрестностях Монтальчино, а также сорта-клоны, известные как Prugnolo Gentile и Sangiovese di Lamole, растущие в окрестностях Греве. Согласно Молону, сорта группы Sangiovese Grosso дают вино наилучшего качества, но основная масса сортов-клонов относится к группе Sangiovese Piccolo и даёт вина более низкого класса.
В 2004 году геномная экспертиза Жозе Вуйямо из Аграрного института Сан-Микеле-аль-Адидже показала, что предками санджовезе предположительно являются виноградные сорта Ciliegiolo (чильеджоло) и Calabrese Montenuovo. Первый — хорошо известный древний тосканский сорт, а второй — исчезнувший калабрийский сорт. Это значит, что генетически виноград санджовезе наполовину тосканский, наполовину южноитальянский. Чуть позже исследования подтвердили гипотезу южного происхождения санджовезе — с Сицилии и Калабрии, но показали, что чильеджоло представляет собой потомка санджовезе (были обнаружены общие предки). Правда, название «санджовезе» появилось на несколько веков позже, чем «чильеджоло».
Существует около четырнадцати видов (клонов) санджовезе, из которых наиболее уважаемым считается «брунелло»: из него получают самые дорогие вина санджовезе с содержанием сухих веществ в районе 30 грамм на литр. Попытка Молона свести эти виды в семьи крупноплодных и мелкоплодных не получила широкого признания.

Санджовезе
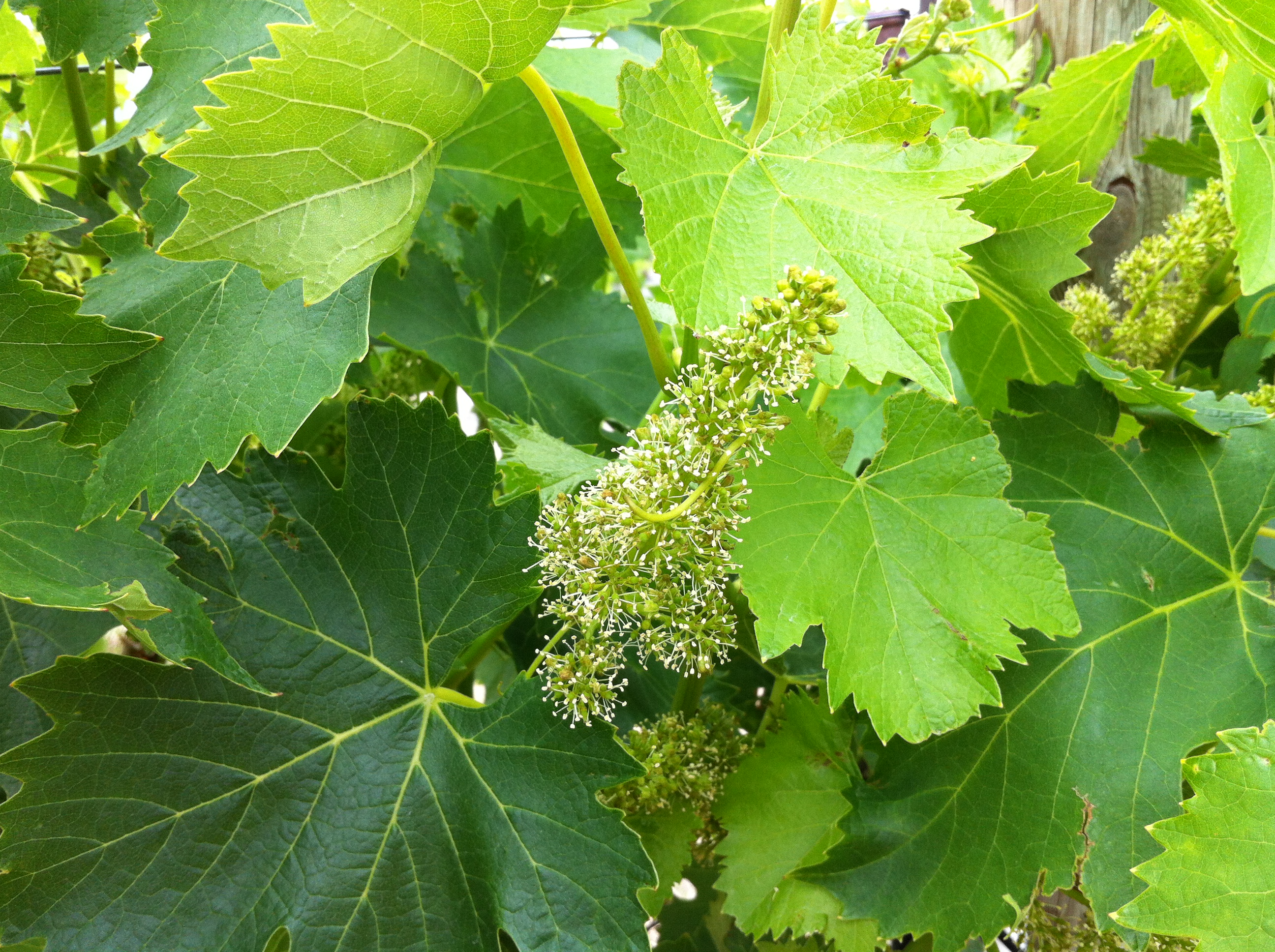
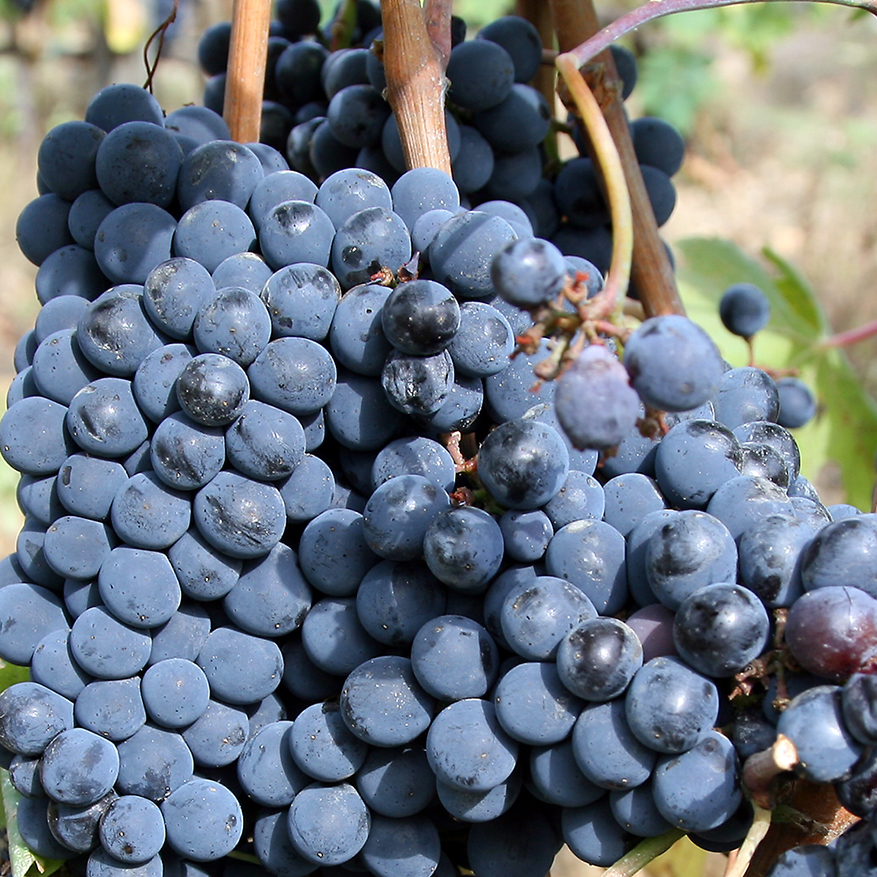
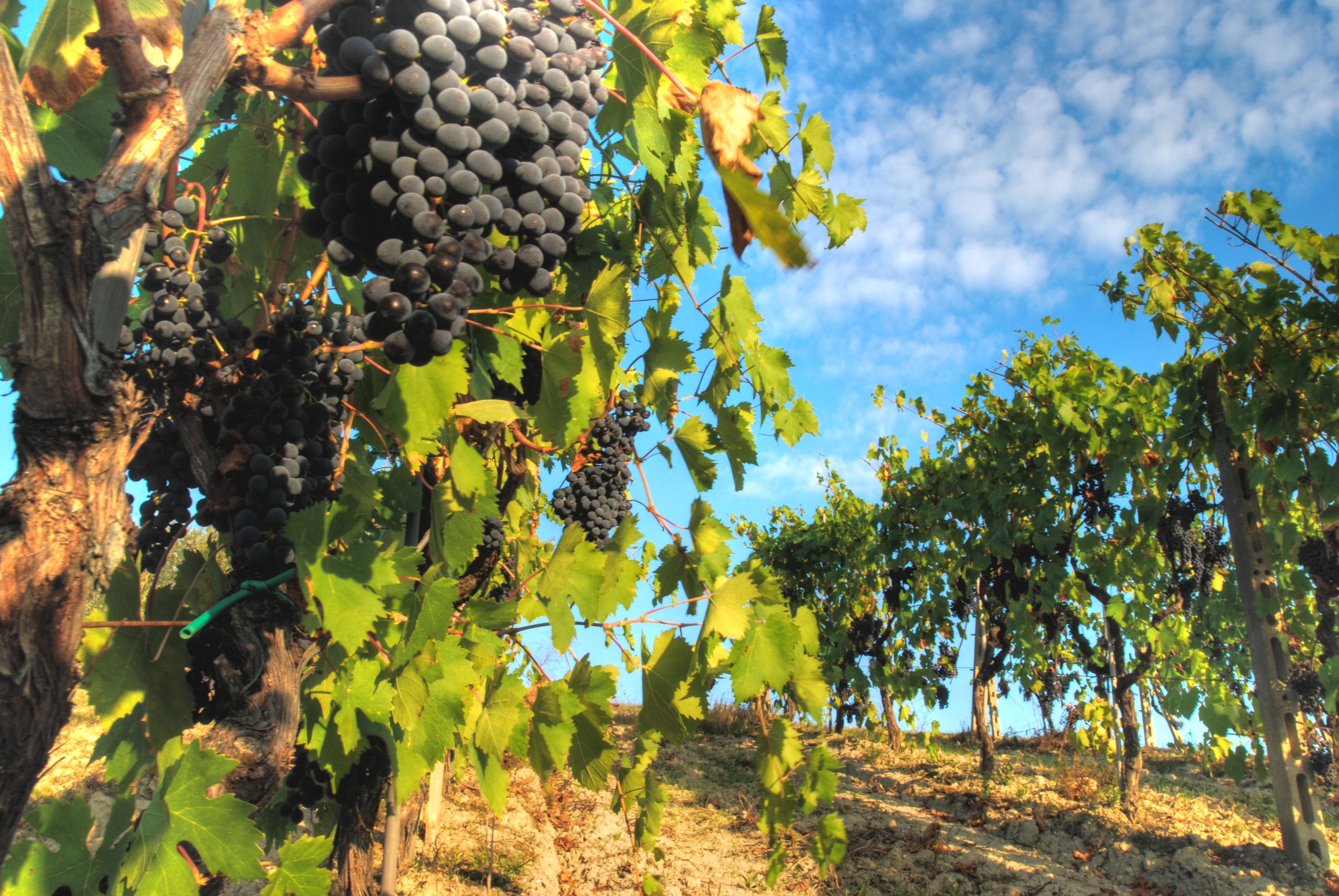
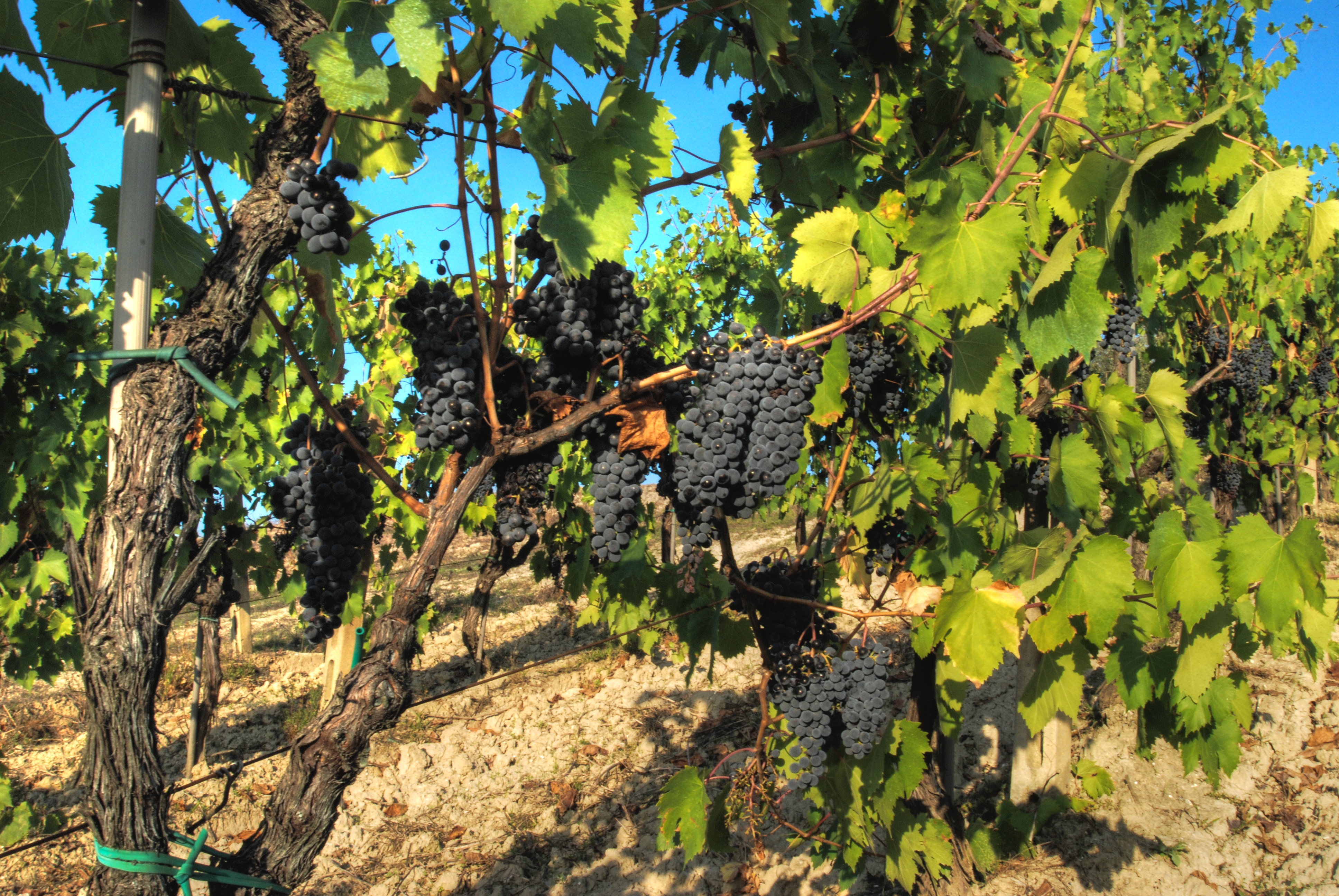